# Autoba rubiginea
Autoba rubiginea là một loài bướm đêm trong họ Erebidae.